# Могила

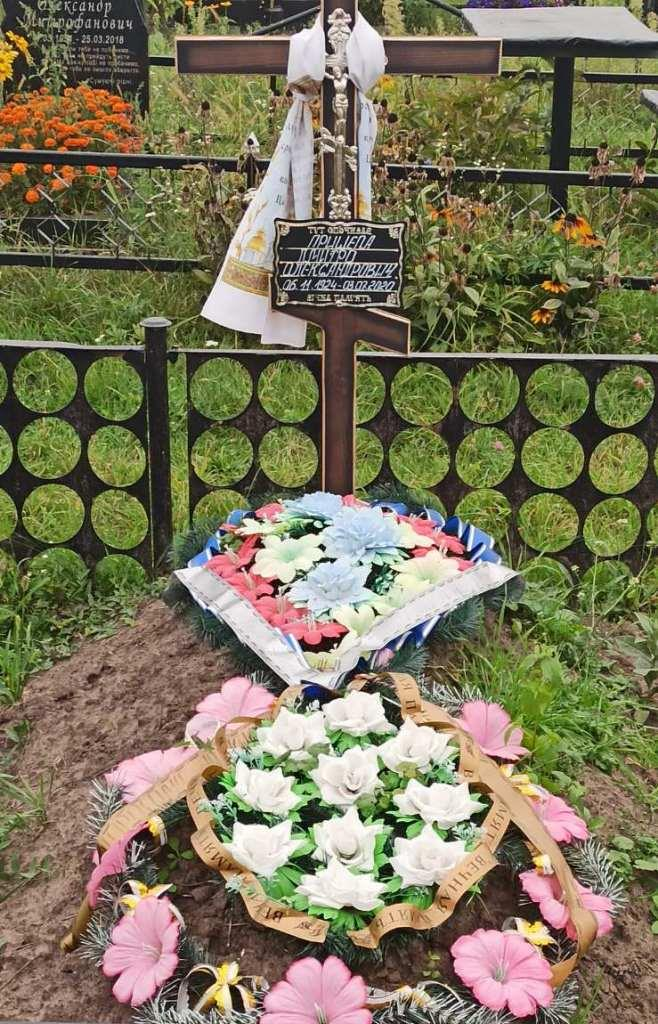
Свіжа могила на кладовищі в місті Носівка Чернігівської області, серпень 2020

Моги́ла — місце на цвинтарі, у крематорії, колумбарії або в іншій будівлі чи споруді, призначеній для організації поховання померлих, де похована труна з тілом померлого чи урна з прахом.
Могилою також називають спеціальну яму — місце для поховання померлого. Як правило, на цвинтарі, в землі (ґрунті). Існують могили в стінах печер, в скелях.
У переносному значенні — смерть, кінець
В Україні могилою також здавна називають високий насип на місці давнього поховання (курган).